# Shubunkin
Les shubunkins (朱文金) sont une variété de poissons rouges robustes, dotés d'une queue voilée.
Les Shubunkins sont originaires du Japon. Ils ont été créés par Yoshigoro Akiyama par le croisement du poisson télescope avec un poisson rouge commun.

## Description

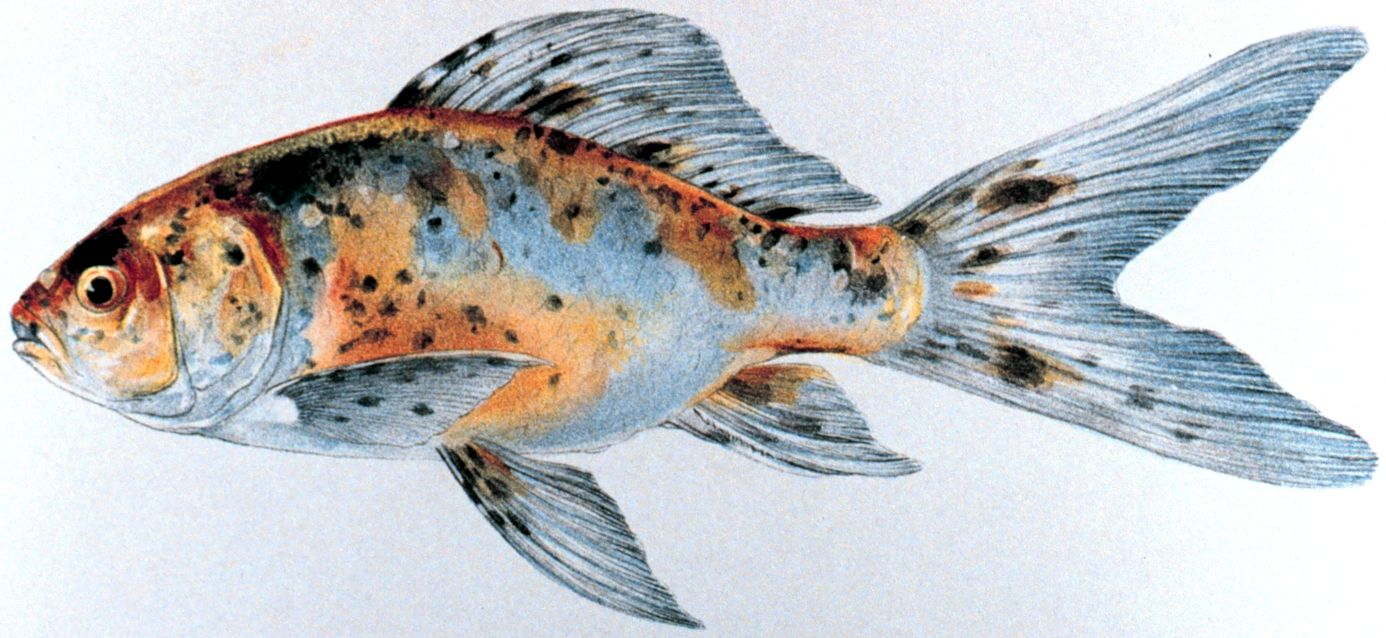
Illustration d'un Shubunkin.

Les shubunkins partagent nombre des traits du poisson rouge commun et en particulier du poisson rouge "comète".  
Adultes, ils mesurent en moyenne 25 cm. Il existe trois variantes de shubunkin : 
- le shubunkin de Bristol,
- le shubukin américain,
- le shubunik de Londres.

Les nageoires pectorales et pelviennes sont de nombre pair, tandis que les nageoires caudales, anales et dorsales sont uniques. La femelle est généralement beaucoup plus grande.

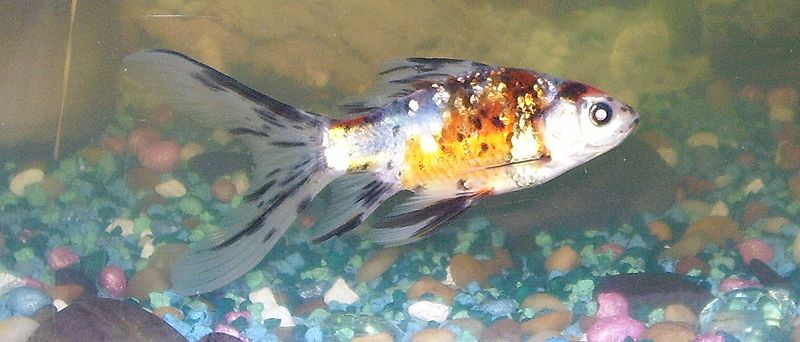
Shubunkin américain

## Alimentation et habitat
Le shubunkin se plait dans des eaux douces et calmes. Il dispose d'une bonne résistance au froid sans toutefois tolérer les fortes gelées. Il se nourrit de petits éléments qu'il trouve dans le sol en grattant avec sa bouche. Il est omnivore.

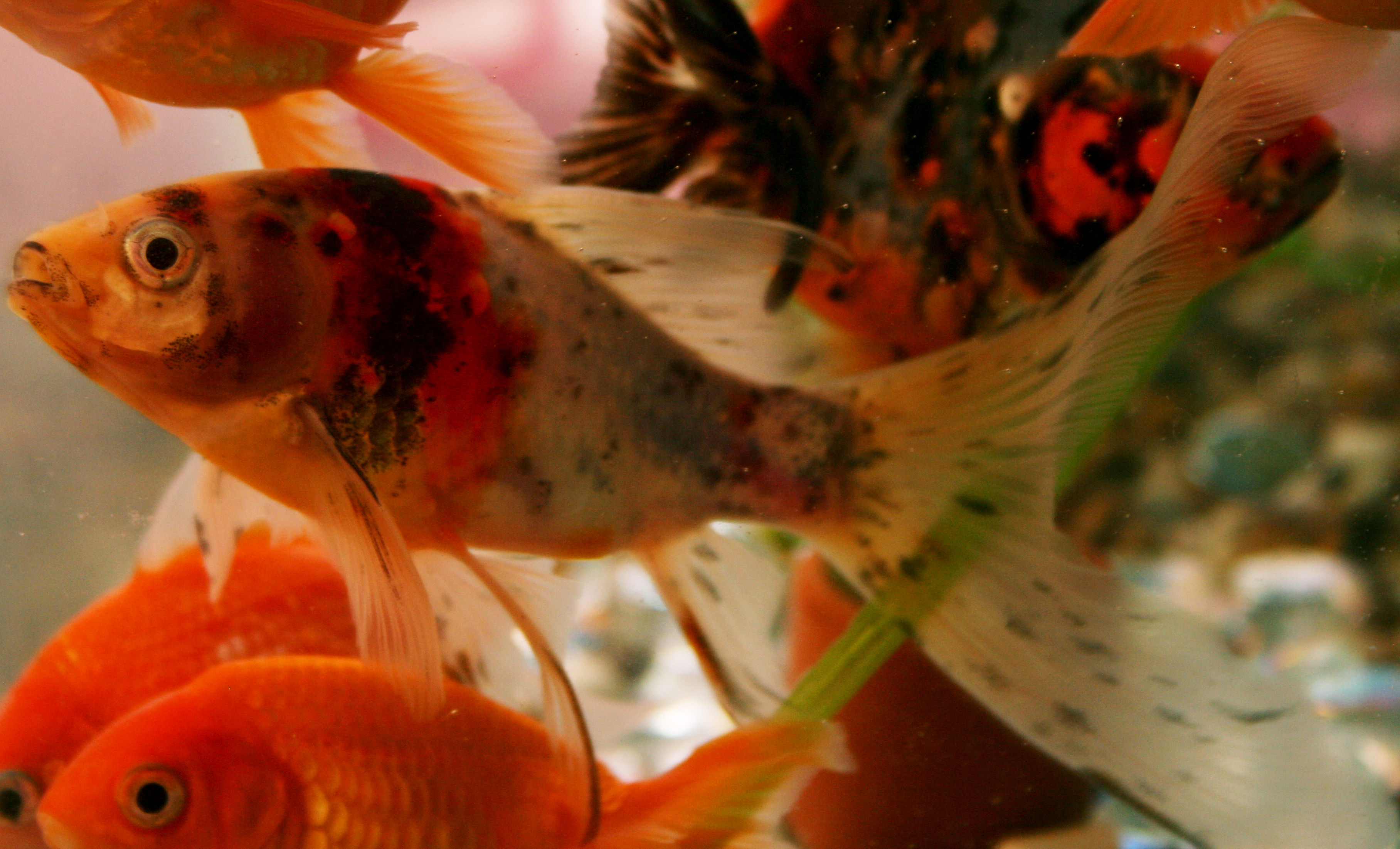
Mâle Shubunkin

## Variantes
- Les Shubunkins de Londres ont un corps robuste et des nageoires courtes et arrondies semblables à celles des poissons rouges commun. Ils sont plus petits que les autres variétés et disposent d'une nageoire caudale plus courte et moins large.
- Les Shubunkins américains aussi appelés "Shubunkins japonais" ont un corps plus mince que le Shubunkin de Londres avec des nageoires de queue pointues et profondément fourchues. Les autres nageoires sont plus longues. Ce sont les types de shubunkins les plus répandus dans les animaleries et boutiques spécialisées.
- Le Shubunkins de Bristol est un poisson rouge au corps long et large avec des nageoires bien développées et une queue exagérément grosse ; elle peut atteindre la moitié de la taille totale du poisson. Elle est modérément fourchue et arrondie à l'extrémité, ce qui lui donne une forme semblable à celle d'un cœur ou à la lettre "B" en majuscules. Ce sont les shubunkins les plus rares en magasin, et ils sont peu nombreux chez les collectionneurs. Le nom "Bristol", vient de l'endroit, en Grande-Bretagne, d'où ils sont originaires.

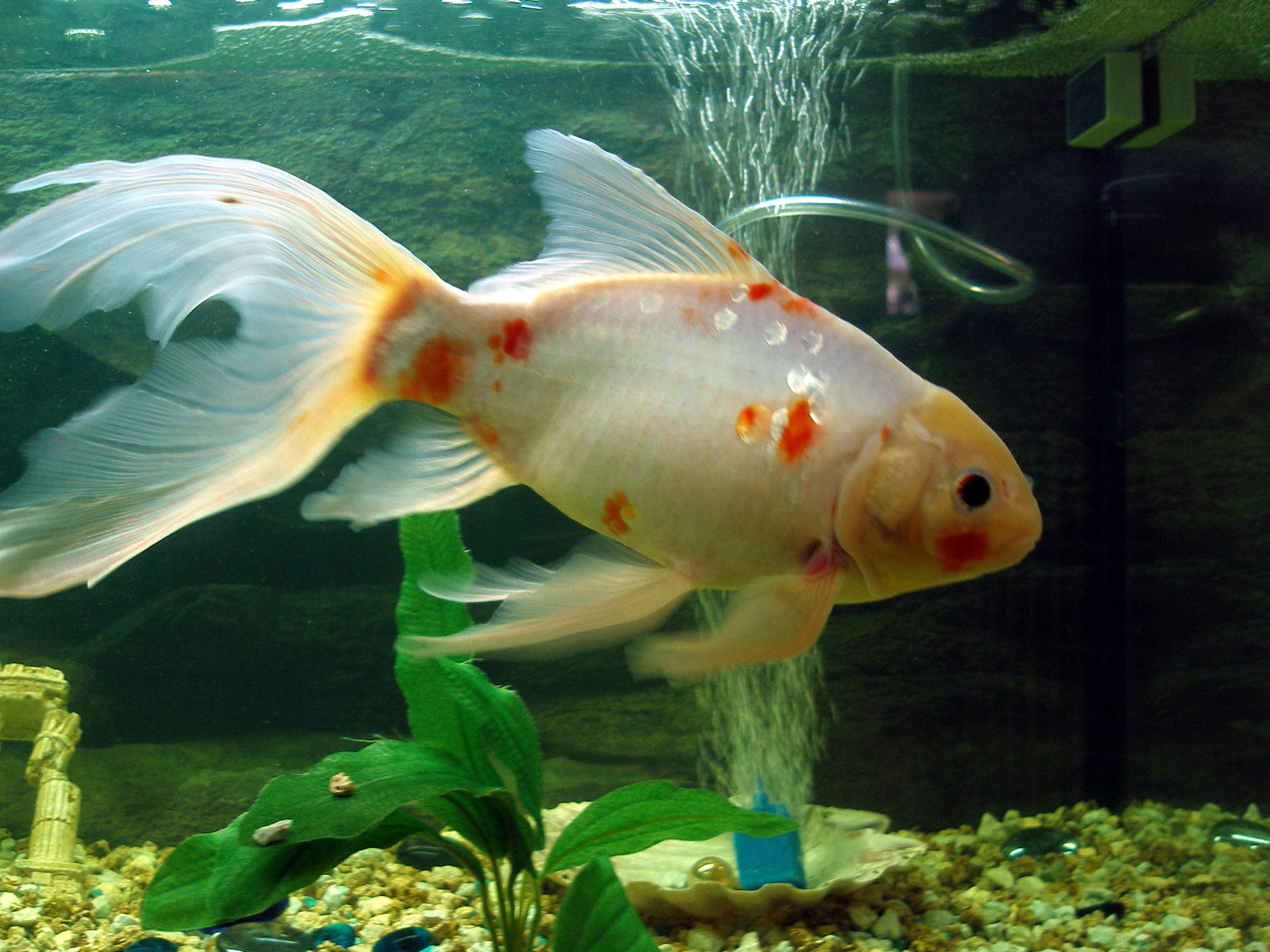
Un adulte Shubunkin, d'une longueur de 26 centimètres